# 투르크메니스탄의 재외공관 목록

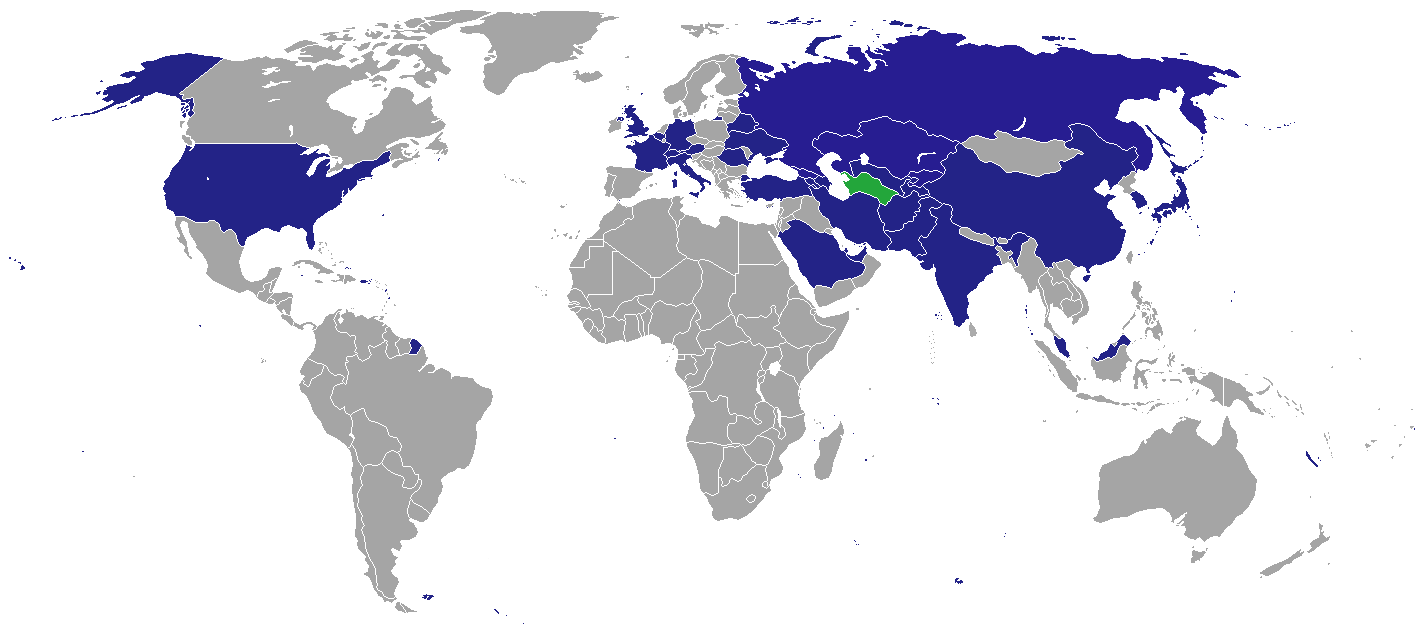
투르크메니스탄의 재외공관 목록

투르크메니스탄의 재외공관 목록은 투르크메니스탄 주재 대사관을 각국에 상주시켜 놓는 것을 의미하며, 투르크메니스탄의 재외공관을 나열한 목록이다.

## 아메리카

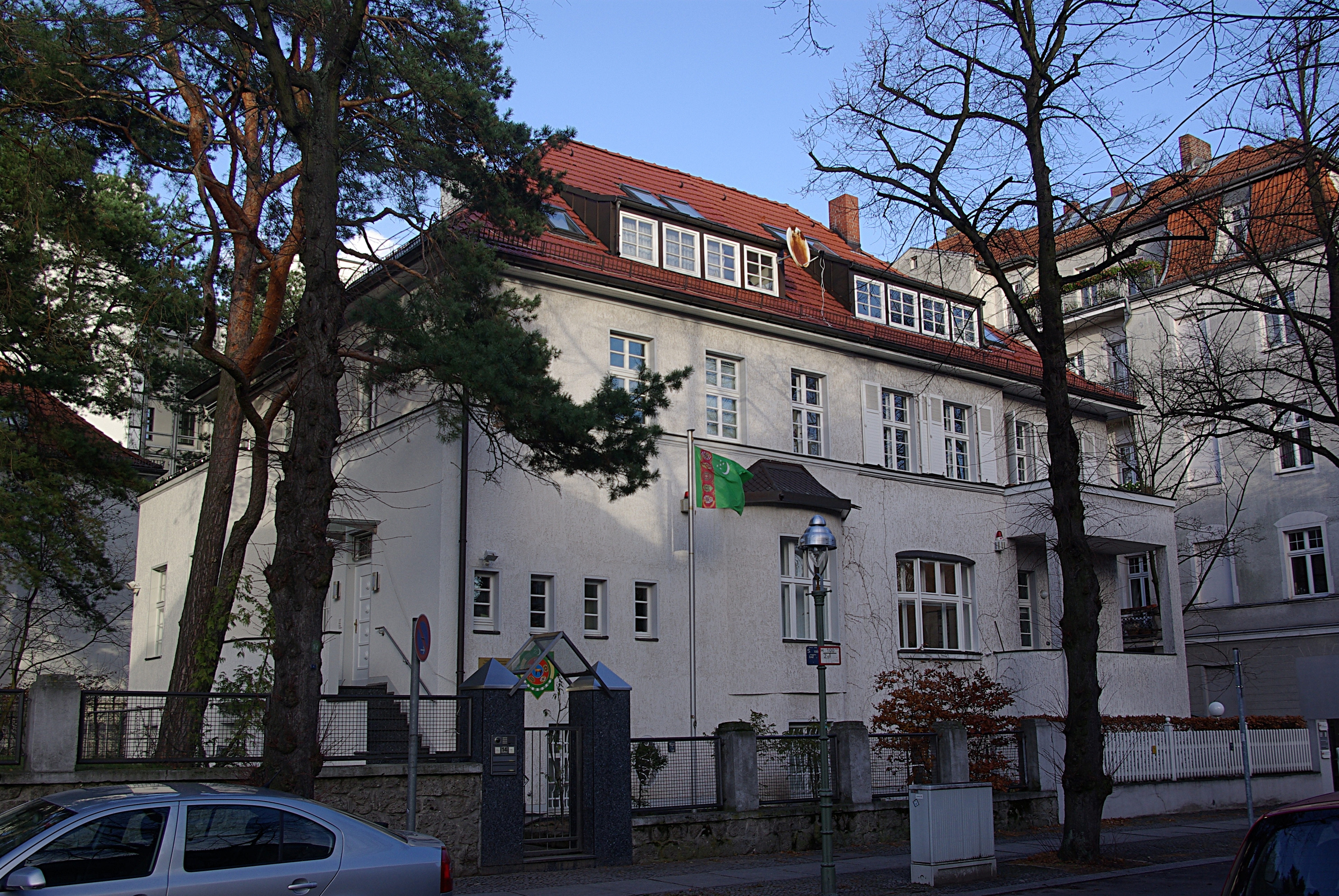
베를린 주재 투르크메니스탄 대사관

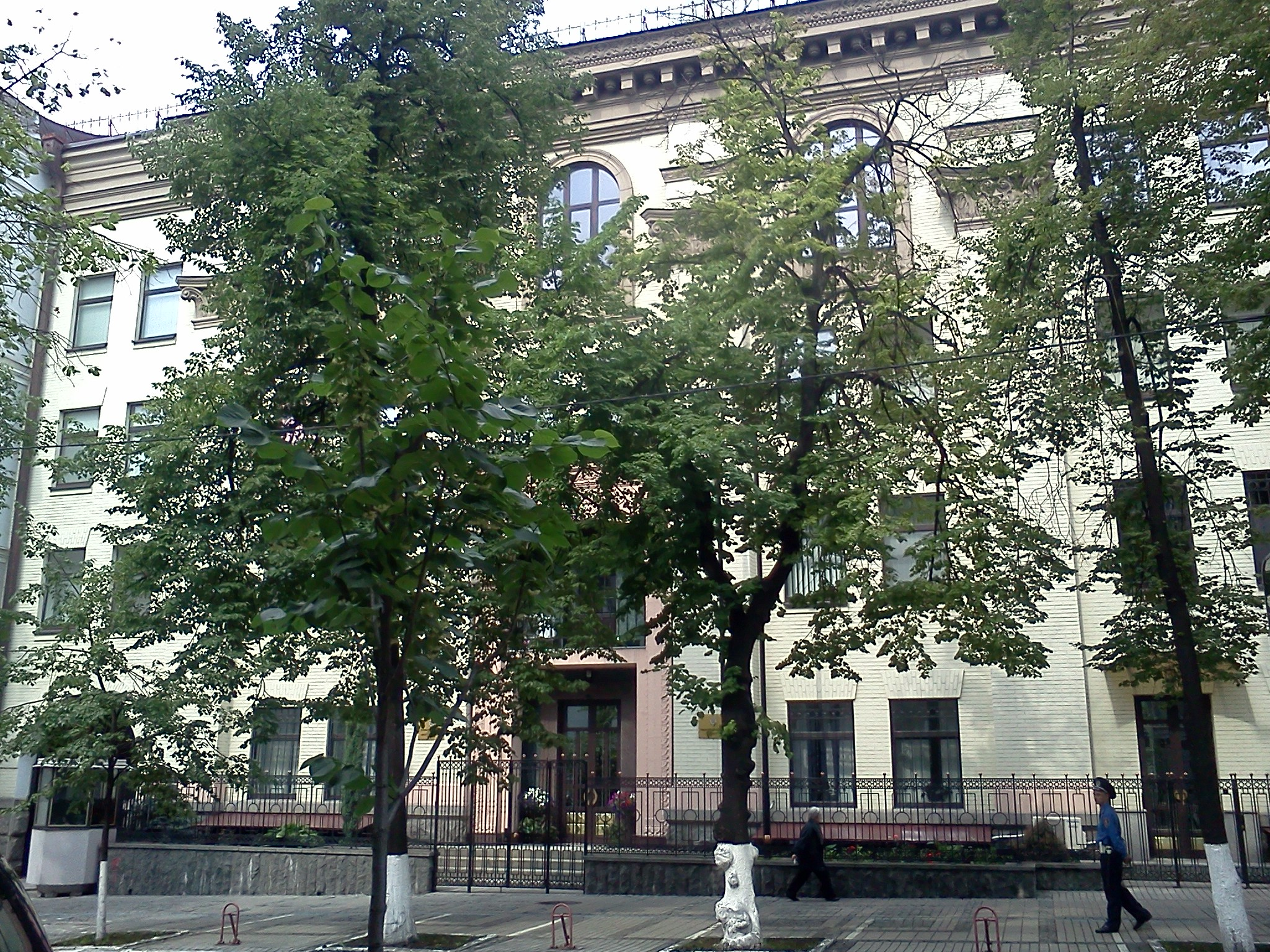
키이우 주재 투르크메니스탄 대사관

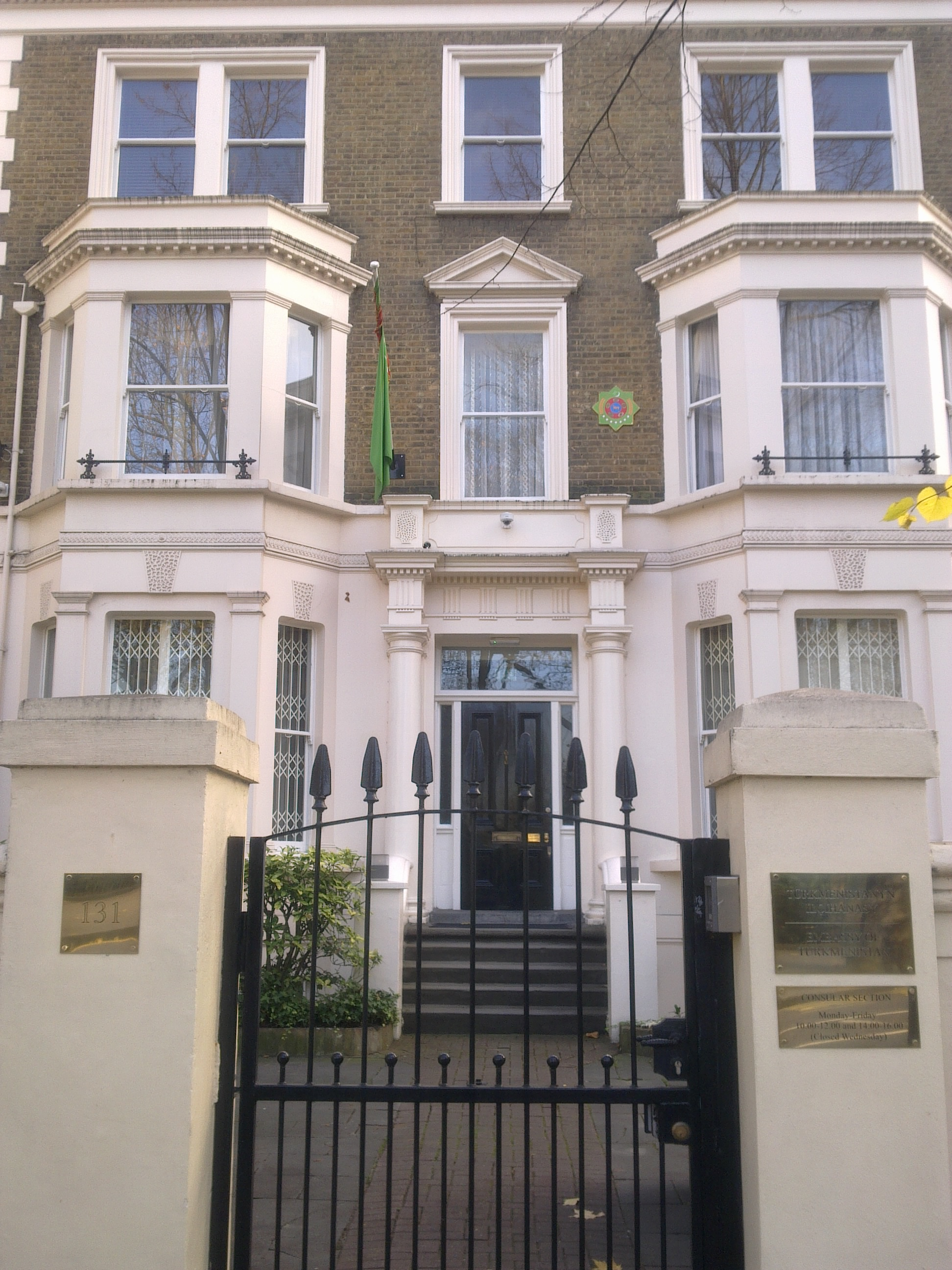
런던 주재 대사관

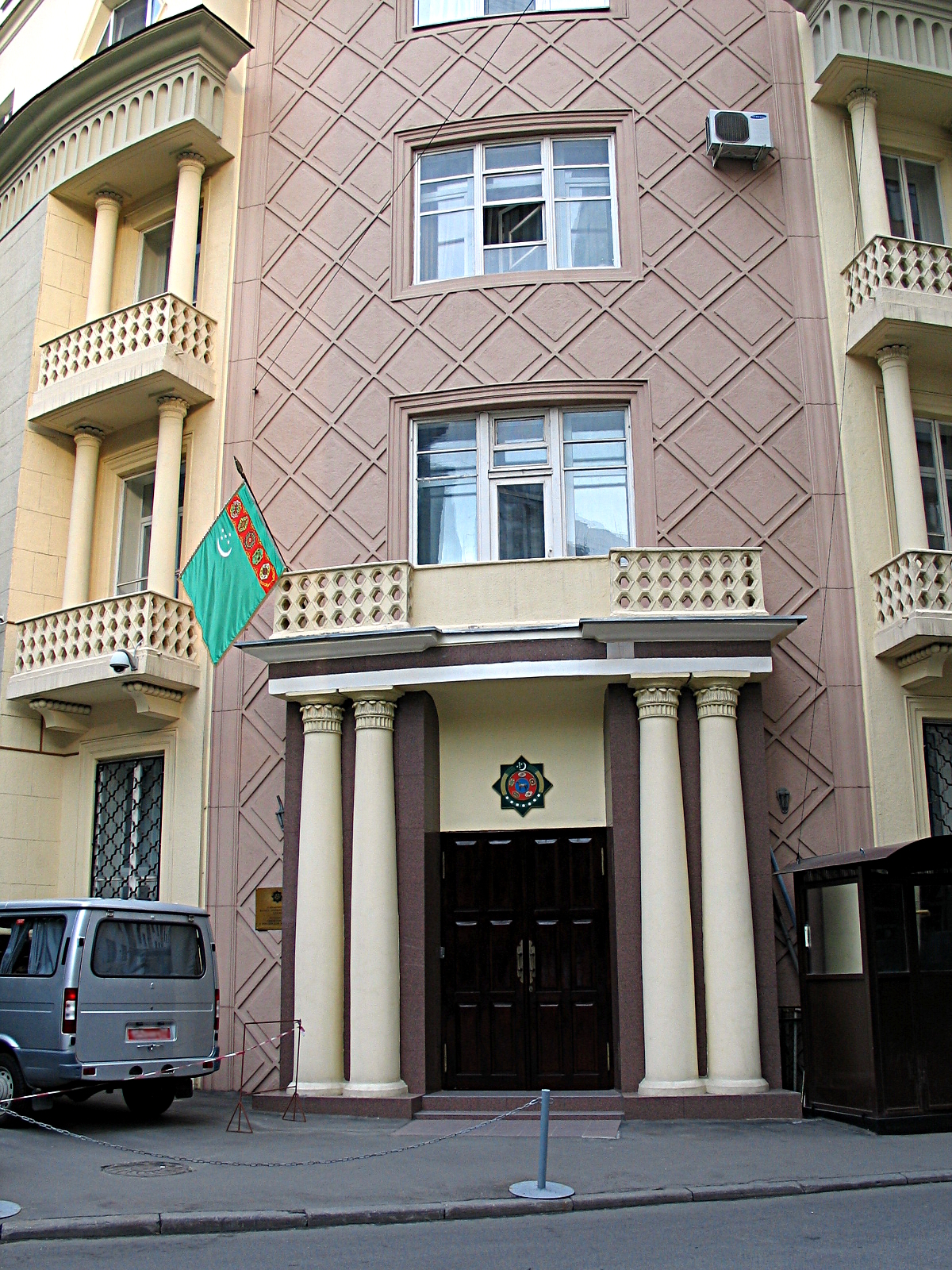
모스크바 주재 투르크메니스탄 대사관

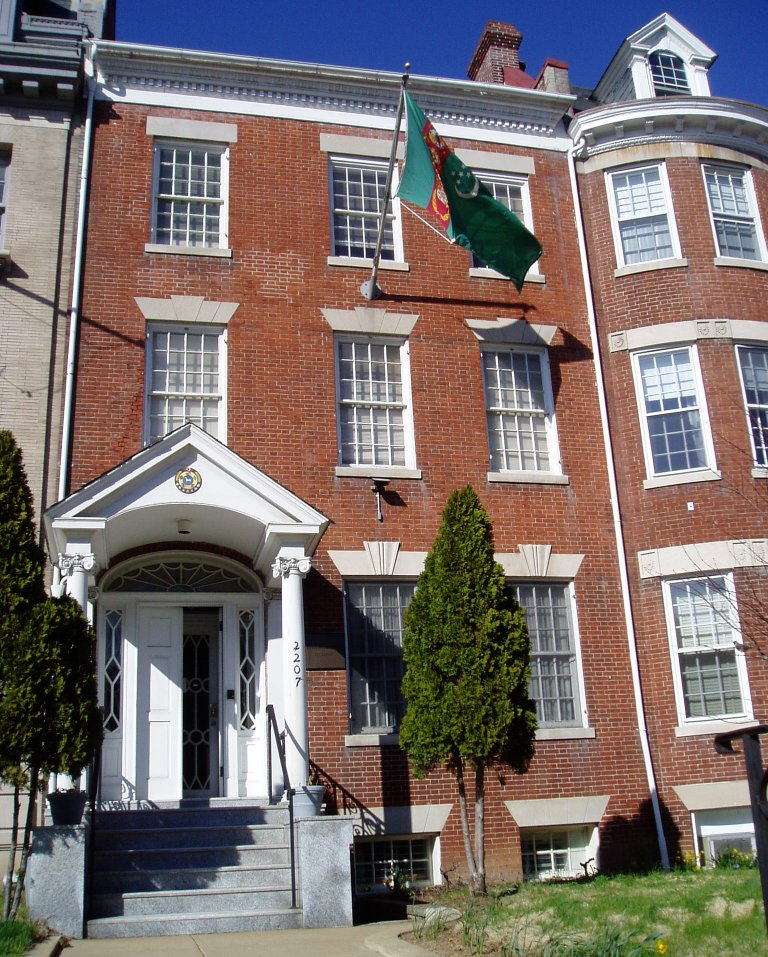
주미 투르크메니스탄 대사관

- 미국 : 워싱턴 D.C. (대사관)

## 아시아
- 아프가니스탄 : 카불 (대사관), 마자르이샤리프·헤라트 (영사관)
- 아르메니아 : 예레반 (대사관)
- 아제르바이잔 : 바쿠 (대사관)
- 중국 : 베이징 (대사관)
- 조지아 : 트빌리시 (대사관)
- 인도 : 뉴델리 (대사관)
- 이란 : 테헤란 (대사관), 마슈하드 (총영사관)
- 일본 : 도쿄 (대사관)
- 카자흐스탄 : 아스타나 (대사관), 악타우 (영사관)
- 키르기스스탄 : 비슈케크 (대사관)
- 대한민국 : 서울특별시 (대사관)
- 말레이시아 : 쿠알라룸푸르 (대사관)
- 파키스탄 : 이슬라마바드 (대사관)
- 사우디아라비아 : 리야드 (대사관)
- 타지키스탄 : 두샨베 (대사관)
- 튀르키예 : 앙카라 (대사관), 이스탄불 (총영사관)
- 아랍에미리트 : 아부다비 (대사관)
- 우즈베키스탄 : 타슈켄트 (대사관)

## 유럽
- 오스트리아 : 빈 (대사관)
- 벨라루스 : 민스크 (대사관)
- 벨기에 : 브뤼셀 (대사관)
- 프랑스 : 파리 (대사관)
- 독일 : 베를린 (대사관), 프랑크푸르트암마인 (영사관)
- 이탈리아 : 로마 (대사관)
- 루마니아 : 부쿠레슈티 (대사관)
- 러시아 : 모스크바 (대사관), 아스트라한 (영사관)
- 스위스 : 제네바 (대사관)
- 우크라이나 : 키이우 (대사관)
- 영국 : 런던 (대사관)

## 국제기구
- 주 유엔 투르크메니스탄 대표부 : 뉴욕
- 주 유엔 제네바 사무국 투르크메니스탄 대표부 : 제네바
- 주 EU 투르크메니스탄 대표부 : 브뤼셀
- 주 CIS 투르크메니스탄 대표부 : 민스크
- 주 유네스코 투르크메니스탄 대표부 : 파리
- 주 유엔 빈 사무국 투르크메니스탄 대표부 : 빈

## 같이 보기
- 투르크메니스탄 주재 외국공관 목록